# Meer (hurritische Gottheit)
Das Meer (hurritisch Kiaši) ist eine hurritische Gottheit, die nach dem Element benannt ist, das sie verkörpert. Das Meer ist männlichen Geschlechts. Es findet vor allem in den Katastrophenmythen des Kumarbi-Zyklus Erwähnung. Der Wesir des Meeres ist der Gott Impaluri.
In einem Mythos, der als „Gesang vom Meer“ bekannt ist, wütet der Meeresgott in Gestalt einer Sturmflut. Der Gott Kumarbi empfiehlt, dass die Götter dem Meer opfern sollten, um es zu besänftigen. Die Götter folgen seinem Rat und werfen Gold, Silder und Edelsteine ins Wasser, doch das will dem Meeresgott immer noch nicht genügen und er verlangt die Göttin Šauška. Einen Aufschluss darüber, wie der „Gesang vom Meer“ geendet haben könnte, gewährt der altägyptische Astarte-Papyrus, der einen kanaanäischen Mythos wohl ugaritischer Herkunft in altägyptischer Sprache wiedergibt. Der Meeresgott Pa-Jam unterdrückt in jenem Mythos die Götter und verlangt von ihnen Tribut. Die Götter beschließen, dass die Göttin Astarte den Tribut überbringen soll. Sie unterhält sich am Meeresstrand mit Pa-Jam und dieser stimmt zu, dass er die Wünsche der Götter respektiere, wenn er zudem Astarte zur Frau bekäme. Daraufhin kämpft der Gott Seth, der von den Ägyptern mit den altorientalischen Wettergöttern gleichgesetzt wird, mit dem Meer. Hinzu kommt, dass es in einem hethitischen Text über die Belagerung von Ḫalab heißt, dass der Wettergott von Ḫalab (Teššub) das Meer besiegt habe.
Im Ḫedammu-Mythos spielt das Meer auch eine bedeutende Rolle. Der Gott Kumarbi, der sich am Wettergott Teššub rächen will, wirbt um Šertapšuruḫi, die Tochter des Meeresgottes. Šertapuruḫi, eine wahre Riesin, ist mehrere Meilen Groß und eine Meile breit. Dazu ist sie schön „wie süße Milch“. Das Meer verspricht seine Tochter dem Kumarbi zur Frau als es bei diesem zu einem Gastmahl geladen ist. Mit Trommeln, Tamburinen und Kannen aus Bronze wird das Meer zurück zu seinem Haus gebracht. Daheim angekommen setzt sich das Meer auf einen Stuhl und wartet darauf, dass Kumarbi nach sieben Tagen kommt, um seine Braut abzuholen. Šertapšuruḫi gebiert Kumarbi den Meeresdrachen Ḫedammu, welcher im Meer seinen Wohnsitz nimmt.
Auch im „Gesang von Ullikummi“ tritt der Meeresgott auf. Das Meer erhält eine Botschaft durch seinen Wesir Impaluri, in welcher es um Kumarbi geht, der auf dem Thron sitze. Das Meer trägt Impaluri auf, dass dieser im Namen des Meeres Kumarbi zu einem Gastmahl einladen solle. Der Meereswesir überbringt die Botschaft und geleitet selbst den erwarteten Gast zum Mahl, bei dem das Meer und Kumarbi aßen und siebenmal Bier und Wein tranken.